# Prijspeil
Het prijspeil of prijsniveau (symbool p) is de prijs van een hypothetische eenheid van het nationaal product, de totale productie van een economie in een gegeven periode. Statistisch wordt het prijspeil benaderd door de prijzen van een mandje van goederen en diensten (een prijsindex). Verhoging van het prijspeil heet inflatie, verlaging deflatie. De koopkracht kan beschouwd worden als de inverse van de prijsindex.
Het prijspeil kan zowel informatie bevatten over prijzen in het verleden (backward looking) en/of prijzen in de toekomst (forward looking). Het is daarbij belangrijk of de verandering van het prijspeil als schok ervaren wordt voor de consument (een zogeheten exogene verandering van het prijspeil), of dat de verandering al min of meer verwacht was door de consument (een endogene verandering).

## Voorbeelden
- Exogene verandering: een voor de consument onvoorziene/onverwachte verlaging van de rentestand door bijvoorbeeld de ECB kan tot gevolg hebben dat het aantrekkelijker wordt voor de consument om geld te lenen. De economie zal zich als door een schok verplaatsen naar een punt waarbij deze nieuwe informatie optimaal wordt benut door de consument. Het geleende geld kan door de consument gebruikt worden om te consumeren. De gestegen consumptie doet zowel het nationaal inkomen als de inflatie stijgen. Dit werkt op zijn beurt weer door in de prijzen die de consumenten betalen voor hun goederen: het prijspeil is gestegen.
- Endogene verandering: een voor de consument voorziene/verwachte daling van de toekomstige belastingen door de overheid zal ervoor zorgen dat de consument zich al begint op te maken voor een belastingmeevaller. Ook al is de daling van de belastingen nog niet doorgevoerd, toch zal de consument nu al massaal beginnen met het verzilveren van zijn meevaller. Hierdoor stijgt, net zoals bij het exogene voorbeeld, de consumptie, met als uiteindelijke effect dat het prijspeil stijgt. Dit was onder meer het geval bij de Belastingherziening 2001. Deze herziening betekende een daling van de reële lasten voor de consument en zorgde voor een oververhitte consumptiemarkt. Dit is ook een van de redenen waardoor het prijspeil steeg ten tijde van de invoering van de Euro en niet, zoals veel consumenten claimen, door het sjoemelen met prijzen door winkeliers, al is dit deels ook waar.

Daarnaast is ook een zwakkere aanpassing mogelijk bij endogene veranderingen. Als de consument in de krant leest dat het slecht gaat in de ijzersector, kan zij voor zichzelf beredeneren dat het weleens mogelijk zou kunnen zijn dat binnen afzienbare tijd de kosten van auto's of schepen zullen gaan stijgen. De consument zal zich hierop instellen, en zo al berekend zijn op een mogelijke toekomstige prijsstijging van goederen die vervaardigd worden met behulp van ijzer. Het schokeffect, zoals bij exogene veranderingen, blijft zo buiten beschouwing.